# Alfredo Di Stéfano
Alfredo Estéfano Di Stéfano Laulhé  (Buenos Aires, 4 de julho de 1926 — Madrid, 7 de julho de 2014) foi um futebolista e treinador argentino-espanhol de origem italiana que atuava como atacante. Além de ter jogado pela Seleção Argentina, jogou também pela Seleção Espanhola. É considerado um dos maiores futebolistas da história.
Era considerado um jogador brilhante, um dos melhores de todos os tempos para a imprensa mundial. Sua velocidade e a cor dos cabelos lhe renderiam a alcunha de "La Saeta Rubia" ("A Flecha Loira"). Foi de 2000 a 2014 o presidente honorário do Real Madrid, clube cuja história de sucesso confunde-se com a dele: foi com ele em campo que o Real tornou-se o maior vencedor da cidade de Madrid, da Espanha e da Europa. Foi responsável também por alimentar a rivalidade com o Barcelona, que não tinha a mesma expressão. Era presidente honorário também da UEFA, desde 2008.
 Várias opiniões têm aqueles que foram seus adversários contumazes: Joaquín Peiró, que jogava pelo Atlético de Madrid, afirmou: "Para mim, o número 1 é Di Stéfano. Aqueles que o viram, viram. Aqueles que não o viram, perderam". Helenio Herrera, técnico do Barcelona, declarou que "se Pelé foi o violinista principal, Di Stéfano foi a orquestra inteira". Gianni Rivera e Bobby Charlton, que no início de suas carreiras enfrentaram (e perderam) por seus respectivos clubes (Milan e Manchester United) para La Saeta Rubia e o Real Madrid na Taça dos Campeões Europeus, nos anos 1950, disseram respectivamente que "ele nos enlouqueceu" e "foi o jogador mais inteligente que vi jogar e transpirava esforço e coragem. Foi um líder inspirador e um exemplo perfeito para os outros jogadores".
Seu nome está marcado na história do futebol mundial, e seu legado atravessa décadas. Em entrevista ao jornalista Paulo Vinícius Coelho, Douglas Ramos (pai do futebolista Endrick, jogador contratado pelo Real Madrid Club de Fútbol) citou que quase batizou seu filho em homenagem a Di Stéfano.
Desnecessário afirmar a opinião de madridistas exaltados: "Ele fez a Espanha torcer pelo Real Madrid. E também foi ele que levou o nome do clube além das fronteiras", disse o presidente Ramón Calderón. O editor de esportes do As, jornal favorável ao clube, falou que "Para as crianças dos anos 1950, Di Stéfano era, acima de tudo, o som da vitória que se ouvia nas rádios, seu nome ecoava como uma batida do coração associada sempre a uma sensação de vitória, transportando-nos ao Parc des Princes, San Siro ou Hampden Park". Para Emilio Butragueño, ex-jogador e atualmente membro da diretoria, "a história do Real Madrid começa de fato com a vinda de Di Stéfano".
Don Alfredo, contudo, preferia desvencilhar-se da polêmica; ele dizia que, para ele, o melhor jogador foi Adolfo Pedernera, astro do River Plate nos anos 1940, de quem foi companheiro de time. Uma das poucas mágoas na carreira foi não ter jogado uma Copa do Mundo, embora tenha atuado por três países  - chegou a ir para a de 1962 pela Espanha, mas uma lesão o impediu de atuar. Como treinador, obteve mais sucesso no Valencia e também possui uma marca histórica na função: foi o único a ser campeão argentino treinando os arquirrivais Boca Juniors e River Plate.

## Habilidades
Di Stéfano, desde o início, era um obcecado pelo gol. No começo da carreira, na Argentina, portava-se justamente como um centroavante. "Entre fazer o gol e dar o gol para outro, não vacilava. Fazia eu. Não me arrependo disso. O goleador tem mesmo que ser um tanto egoísta. (...) O futebol para mim era feito de gols, muitos gols. Gols meus.", chegou a declarar. Seu grande ídolo na infância era justamente aquele que ainda é o maior artilheiro da história do futebol argentino, o paraguaio Arsenio Erico, jogador do Independiente nos anos 1930 e 40.
Aperfeiçoou seu estilo fora da terra natal, passando a também a voltar da área adversária para buscar o jogo, atuando como ponta-de-lança, tendo toda a capacidade para isso: era dotado de excepcional preparo físico, o que lhe permitia correr todo o campo durante uma partida inteira mesmo depois dos 30 anos. Jogou em alto nível até os 40, decidindo por encerrar a carreira apenas por pedido do filho, quando soube por este que seria avô.
Possuidor de estonteante velocidade que lhe renderia o apelido de "Flecha Loira", combatia, desarmava, tinha grande inteligência para criar jogadas, habilidade para receber, tratar, conduzir, cabecear e passar a bola, além de precisão nos arremates.
De acordo com o próprio Di Stéfano, o jogador posterior que mais se assemelhava ao seu estilo foi o francês Zinedine Zidane: "Ele se movimenta do mesmo jeito e utiliza alguns truques iguais aos meus. Mas eu era mais rápido".

## Clubes

### Início

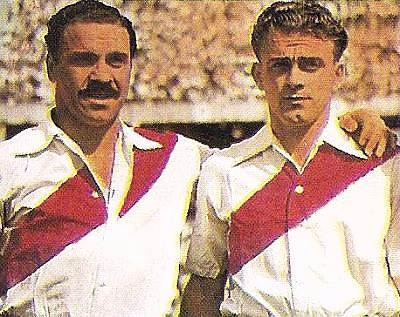
O jovem Di Stéfano com José Manuel Moreno, uma das estrelas do River Plate que lhe barravam no início da carreira. Ambos são colocados como os maiores jogadores argentinos do século XX, ao lado de Diego Maradona.

Quando criança, não se imaginava como jogador de futebol, preferindo a carreira de aviador, apesar dos incentivos do pai. Só começou a gostar do jogo após marcar três gols quando, aos 17 anos, foi chamado às pressas para completar o time do bairro. Um outro acaso lhe destinou a seu primeiro clube, o River Plate, onde já havia jogado seu pai. Foi levado à equipe por um ex-jogador desta que, em visita casual em sua casa, ouviu da mãe de Di Stéfano que o garoto tinha talento. Passou no teste e foi convidado pelo ex-jogador Carlos Peucelle a entrar na quarta categoria do clube, logo subindo para terceira após ser visto por outro antigo atleta do River, Renato Cesarini. Cesarini, depois que o observou, indagou a Peucelle: "diga-me, é um center-forward"? No que foi respondido: "Não, senhor, não é. É um fenômeno".
Debutou pelo River em 1945, quando o clube possuía um esquadrão conhecido como La Máquina com, além de Pedernera, Juan Carlos Muñoz, José Manuel Moreno, Ángel Labruna e Félix Loustau, conquistando o campeonato argentino do ano. Outro celebrado jogador do clube com quem jogou foi o goleiro Amadeo Carrizo, que também estreou naquele ano de 1945. Na vitoriosa campanha, porém, ele participou de apenas uma partida, substituindo Muñoz.

### Huracán

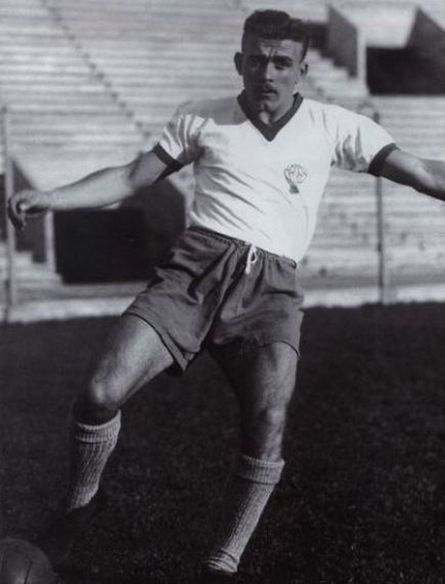
Di Stéfano no Huracán, onde esteve emprestado em 1946.

Sem espaço, Di Stéfano acabou emprestado por um ano ao Huracán, curiosamente a mesma equipe contra a qual havia debutado.  Ali, foi treinado pelo ex-artilheiro Guillermo Stábile, que também era o técnico da Seleção Argentina. Os primeiros dois gols de sua carreira vieram justamente em uma vitória por 3–2 no clássico contra o San Lorenzo, em pleno estádio do arquirrival, que seria o campeão argentino daquele 1946.[carece de fontes?] Di Stéfano também não perdoou o River Plate: contra sua ex-equipe, marcou o que é até hoje o gol mais rápido do futebol argentino, aos onze segundos de jogo.
Em Parque Patricios, fixou-se como centroavante e marcou 18 gols em 27 partidas pelos quemeros, sendo um destaque da campanha mediana do time, que terminou apenas em nono.[carece de fontes?] Foi ali também que ele recebeu, por sua velocidade, a alcunha de Saeta ("flecha"). Como o colega de equipe Llamil Simes tinha o mesmo apelido, o de Di Stéfano recebeu o acréscimo Rubia ("loira"). O Huracán quis ficar com ele em definitivo, mas não tinha viabilidade para pagar os 80 mil pesos pedidos pelo River. Após um ano no Globo, regressou a Núñez, em 1947.

### River Plate
A situação lhe era diferente: Pedernera saíra para o Atlanta, Labruna estava com hepatite e Muñoz, lesionado. Finalmente teve mais oportunidades no River, com o dia de sua reestreia sendo apontado por ele mesmo como o melhor de sua carreira, trazendo sempre no bolso um pequeno distintivo gravado com a inscrição "River Plate-San Lorenzo de Almagro, 1947".

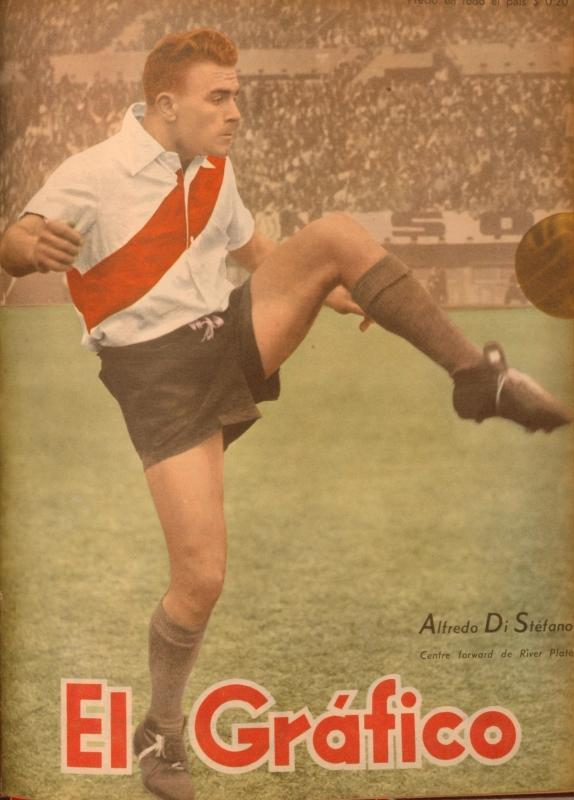
Di Stéfano em 1947 pelo River Plate, no ano em que triunfou no clube.

Mesmo intercalando os jogos com o serviço militar, ele marcou 27 gols pelo River em 1947, conduzindo o clube a novo título no campeonato argentino, o primeiro de Di Stéfano como membro efetivo no grupo, e tendo terminado como artilheiro do certame.[carece de fontes?] A torcida não tardou a se render ao jovem, louvando-lhe com canções como "Socorro, socorro, ahí viene la Saeta con su propulsión a chorro" ("Socorro, socorro, aí vem a Flecha com sua propulsão a jato").
Suas atuações em 1947 lhe levariam naquele ano à Seleção Argentina. Por este título, os riverplatenses foram convidados para o Campeonato Sul-Americano de Campeões, torneio realizado em 1948 admitido oficialmente como equivalente à futura Taça Libertadores da América. O River veio ao Brasil se preparar para o torneio, jogando amistosos em São Paulo. O arquirrival Boca Juniors, que não participaria, veio na mesma época para a mesma cidade. Curiosamente, organizou-se um amistoso a ser disputado entre um combinado dos paulistas e outro dos rivais argentinos; neste partida, o uniforme do Palmeiras foi usado pelos jogadores de River e Boca, uma vez que os jogadores de cada um não queriam usar a roupa do rival. O torneio foi decidido entre River e Vasco da Gama, que, tendo a vantagem do empate, sagrou-se campeão ao segurar um 0–0.
A promissora trajetória de Di Stéfano no River seria interrompida no ano seguinte. Ele trocou os Millonarios, como também era conhecido o River, por um clube homônimo ao apelido. Os jogadores argentinos haviam realizado uma greve exigindo assistência médica para os familiares, um salário mínimo para a categoria e a extinção do passe, para serem livres para escolher onde gostariam de jogar. Todavia, não foram atendidos, o campeonato parou e muitos foram jogar em outros países. No caso de Di Stéfano, o Millonarios, que lhe oferecera proposta bastante tentadora financeiramente. Deixou o River Plate com 67 gols em apenas 75 jogos em jogos oficiais.

### Millonarios

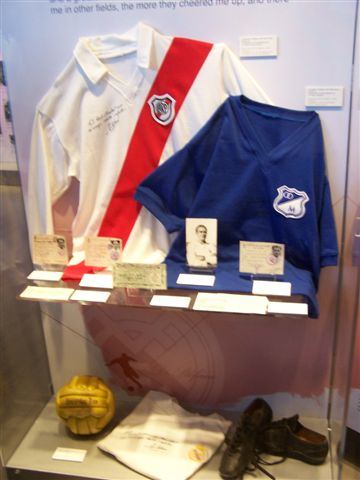
Camisas utilizadas por Di Stéfano nos dois Millonarios que defendeu: o clube colombiano homônimo (azul) e o River Plate, conhecido pela alcunha.

Chegou ao clube de Bogotá em 1949 juntamente com o ídolo Adolfo Pedernera e seu ex-colega de River Néstor Rossi. A liga colombiana havia se transformado em um verdeiro Eldorado, atraindo os jogadores do continente que, embora fossem atletas profissionais, não costumavam ser bem pagos em seus países. O dono do Millonarios, Alfredo Senior, havia resolvido lucrar com o esporte, aliciando os melhores atletas sul-americanos para jogar em sua equipe a fim de atrair grandes públicos, o que naturalmente repercutiu negativamente no exterior. Além disso, o clube era intimamente ligado ao poder local, sendo atraente para quem tivesse pretensões políticas.
Os demais clubes colombianos em geral tomaram medidas similares: os peruanos se concentraram nas equipes de Cali e Medellín, os paraguaios em Cúcuta, alguns brasileiros - como Heleno de Freitas e Tim -, em Barranquilla; Mesmo jogadores britânicos (um deles, Charlie Mitten, deixou o Manchester United para jogar no Independiente Santa Fe), iugoslavos, italianos e húngaros foram atraídos. Os dirigentes locais queriam implantar o profissionalismo no futebol do país, enquanto a federação prezava pelo amadorismo; além disso, o futebol colombiano ainda vivia apenas de competições regionais. Muitos clubes se desfiliaram então de federação para organizar um campeonato nacional, que acabaria banido pela FIFA por desrespeitar regulamentos da entidade no que dizia respeito a diretrizes de transferência e limite de estrangeiros, embora ironicamente modelos similares se tornassem comuns na Europa meio século depois.
Por outro lado, o banimento abriu uma brecha para que os clubes colombianos não precisassem pagar multas rescisórias às equipes estrangeiras onde buscavam jogadores  (pois a liga pirata encontrava-se fora da jurisdição da FIFA ), o que naturalmente também irritou as outras federações sul-americanas. Para Senior, bastava oferecer um salário melhor e uma passagem apenas de ida para a Colômbia. O próprio governo colombiano, que vivia momento político conturbado, viu no futebol uma boa forma para tirar tal foco da sociedade, além de passar uma imagem positiva local e externamente.
Na liga pirata, Di Stéfano logo foi campeão do campeonato colombiano, que conquistaria ainda em 1951, 1952 e 1953, integrando o chamado Ballet Azul. Na Colômbia, onde a liga vinha sendo um grande sucesso de público, ele aprimorava-se como jogador, passando também a defender e passar a bola com maestria. Além de Pedernera e Rossi, Di Stéfano jogou ainda ao lado de Julio Cozzi (que relatou que certos espectadores do Millonarios esperavam por uma partida vespertina desde a noite da véspera), Antonio Báez, Reinaldo Mourín e Hugo Reyes, também argentinos expatriados, assim como o técnico Carlos Aldabe. O time contava ainda com dois uruguaios de destaque: Schubert Gambetta, campeão da Copa do Mundo de 1950, e Héctor Scarone, também campeão mundial, mas da Copa de 1930, que foi outro treinador do elenco.
Aborrecidas com a contínua investida da liga colombiana sobre os jogadores do continente e sem nada receber pelas saídas deles, as federações vizinhas fizeram um acordo em 1951: permitiriam que tal situação perdurasse por mais dois anos, quando então os jogadores estrangeiros deveriam ser todos devolvidos a seus clubes de origem. O Millonarios decidiu aproveitar o tempo que tinha e lucrar o máximo com amistosos ao redor do mundo. Em um deles, em 1952, a equipe foi chamada para jogar uma partida contra o Real Madrid, que celebrava o aniversário de cinquenta anos deste clube. Em pleno Chamartín, Di Stéfano marcou duas vezes na vitória por 4–2 dos sul-americanos. Foi imediatamente contratado pelo Barcelona, outra equipe espanhola.
O argentino deixou o Millonarios como o maior artilheiro da história do time, totalizando 267 gols em 292 partidas. Além de títulos e artilharias na Colômbia, venceu com o clube também a Pequena Taça do Mundo de 1953, chegando a marcar dois gols em um 5–1 sobre sua ex-equipe do River na competição. Com Di Stéfano, o clube também abriu larga vantagem em títulos colombianos cujos efeitos ainda perduram, sendo a equipe mais vencedora do campeonato nacional mesmo não o conquistando desde 1988; apenas em 2008 foi igualado pelo América de Cali.[carece de fontes?]

### Real Madrid

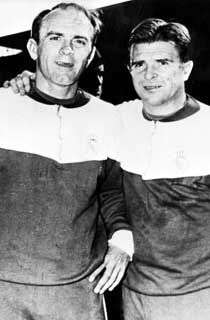
Ao lado do parceiro de Real Madrid e amigo Ferenc Puskás.

O Barcelona o negociara com o clube que oficialmente detinha de seu passe, o River Plate. Di Stéfano já havia participado de três amistosos pelo Barcelona quando o Real Madrid entrou na disputa por ele: o clube da capital falara diretamente com o Millonarios e passou a considerar-se também dono da joia rara. O ministro dos esportes, General Moscardo, apresentou sua solução: o argentino faria temporadas alternadas por cada equipe por quatro anos - começando pelo Real. O acordo foi rejeitado pelo Barça, e Di Stéfano acabaria ficando no Real.
A polêmica mudança dele para o Real fez o Barcelona sentir-se traído. A rivalidade entre as duas equipes, sem tanta força até então - outros ex-jogadores do clube, como Ricard Zamora e Josep Samitier, já haviam jogado sem maiores problemas na equipe madrilenha nos anos 1930 -, começaria aí, aumentando com o passar dos anos devido às conquistas em série que o Real conseguiria com ele liderando o clube em campo. Antes de Di Stéfano chegar em 1953, o clube da capital não era o maior vencedor do país, nem mesmo da cidade: tinha dois títulos no campeonato espanhol, mas conquistados havia mais de vinte anos. No momento, o Barcelona (seis), Atlético Bilbao (cinco), Atlético de Madrid (quatro) e Valencia (três) possuíam mais conquistas em La Liga.
Pois com Di Stéfano em sua primeira temporada, o Real conquistaria seu terceiro título, muito por conta dos 29 gols que deram a artilharia do torneio ao argentino. Um bicampeonato seguido viria na segunda temporada. Em 1955, ele e o Real ganhariam também a Copa Latina, o mais prestigiado torneio europeu de clubes na época, que reunia os campeões de Espanha, França, Itália e Portugal.[carece de fontes?] Os espanhóis venceram os portugueses d'Os Belenenses e, na final, os franceses do Stade de Reims.[carece de fontes?]

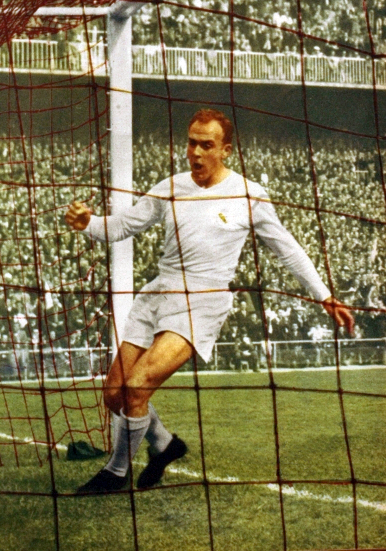
Di Stefano no Real Madrid, clube onde ele foi ídolo máximo

O segundo título espanhol com Di Stéfano, por sua vez, credenciou o Real Madrid a ser o primeiro representante da Espanha na Liga dos Campeões da UEFA, que teria sua primeira edição na temporada europeia de 1955/56. Nesta temporada, os merengues perderiam o título espanhol para o Atlético Bilbao, mas com ele faturando novamente a artilharia e, o mais importante, com os blancos conquistando a primeira edição do novo torneio europeu. A vitória na final foi em novo confronto sobre o Reims. Di Stéfano marcou um dos gols, diminuindo momentaneamente a vitória parcial do adversário para 2–1, com menos de quinze minutos de jogo.[carece de fontes?] A taça viria para a Espanha após o time vencer de virada por 4–3.[carece de fontes?] Também para a sede de clube viria um jogador adversário, Raymond Kopa, contratado após a partida.
A linha ofensiva com seu compatriota Héctor Rial, Kopa e o ponta da Seleção Espanhola Francisco Gento daria frutos na temporada 1956/57, com o Real vencendo novamente o Espanhol (com Di Stéfano novamente na artilharia) e conseguindo um bi na Copa dos Campeões. Di Stéfano e Gento marcaram uma vez cada nos 2–0 sobre a Fiorentina.[carece de fontes?] O Real venceu também a última edição da Copa Latina, que se encerraria justamente por perder seu prestígio frente à Copa dos Campeões. Desta vez, os batidos foram o Milan, com um 5–1, e, por 1–0 com  gol de Di Stéfano, o Saint-Étienne.[carece de fontes?]
Aquela temporada também ficou marcada por ele ter passado a defender a Seleção Espanhola, como Rial já vinha fazendo. A temporada que se seguiu viu o Real igualar-se a Barcelona e Atlético Bilbao como o maior vencedor da Liga Espanhola e com Di Stéfano novamente artilheiro dela. A continuação houve também na Copa dos Campeões: pela terceira vez seguida, a taça veio para o Real após vitória apertado 3–2 (com ele marcando o primeiro gol merengue) em reencontro com o Milan, que contava com jogadores consagrados como Nils Liedholm e Juan Alberto Schiaffino, em uma decisão.[carece de fontes?]
Se as duas temporadas seguintes viram o Barcelona retomar por um tempo a dianteira na Liga, conquistada pelo clube em ambas, elas também viram o Real continuar sua dominação continental. Na primeira, com Di Stéfano novamente artilheiro do Espanhol, o troféu europeu foi levantado após nova vitória, agora por 2–0, na final sobre o Stade de Reims, com ele marcando o segundo gol. A segunda seria a mais memorável: primeiro, por um time contar pela primeira vez com o astro Ferenc Puskás na final (uma lesão tirou o húngaro da decisão anterior). Segundo, por ter eliminado nas semifinais seu novo rival, o Barcelona, com duas vitórias por 3–1 em que Di Stéfano marcou duas vezes na primeira.[carece de fontes?] A terceira razão foi a atuação magistral do argentino e do húngaro na final. A dor de cotovelo dos barcelonistas aumentava cada vez mais: o sucesso do Real pela Europa era usado a favor da ditadura de Francisco Franco, torcedor do clube e cujo governo fazia opressão oficial à manifestações culturais consideradas como "não-espanholas" - dentre elas, a catalã, a quem o Barcelona representava.
A segunda decisão terminou em um 7–3 sobre o Eintracht Frankfurt, com La Saeta Rubia marcando três e Puskás, os outros quatro. A final foi na Escócia,[carece de fontes?] e a performance foi descrita pelo jornal britânico The Guardian como "Fonteyn e Nureyev, Bob Dylan no Albert Hall, a primeira noite de Sagração da Primavera, Olivier no seu auge, o Armoury Show e a Ópera de Sydney, tudo isso em um só evento". Os anos de ouro no cenário internacional terminariam na década com o Real faturando também a primeira Copa Intercontinental, com vitória de 5–1 sobre o Peñarol. Em menos de dez minutos, ele já havia marcado uma vez, e Puskás, duas.[carece de fontes?]
Os anos 1960 vieram com o clube recebendo o troco do Barcelona na Copa dos Campeões, com os rivais os eliminando na primeira fase do torneio de 1960/61.[carece de fontes?] Naquele ano, a equipe também perdeu Didi, que viera após a Copa do Mundo de 1958 como estrela, mas que não se firmara no Real. Di Stéfano chegou a ser responsabilizado pelo fracasso do brasileiro, a quem teria organizado um boicote. O argentino desmentiria isso em sua autobiografia, lançada em 2001, afirmando que seria natural não passar a bola a Didi, pois na verdade, como jogava mais avançado que este, deveria justamente receber os passes dele, e não o contrário. Acreditava que Didi, a quem reconhecia a excelência da técnica mas criticava um certo excesso de individualismo e exibicionismo, seria influenciado pela esposa, correspondente do Última Hora, que escrevia que o marido seria alvo do ciúme e inveja do argentino. Outro argumento contra a versão de Didi é a de que teria inclusive ajudado o novo colega a instalar-se na capital espanhola.
Canário, outro brasileiro daquele Real Madrid, reforçou as palavras de Di Stéfano, declarando não ter havido boicote ao compatriota, e que na realidade o próprio Didi não conseguira encaixar-se no estilo do Real. "A Guiomar (esposa de Didi) se metia em tudo. Naquele tempo, tinha a ditadura franquista, não se podiam dizer algumas coisas e ela falava demais. Ainda controlava o Didi. Ele ia do futebol para casa e não se relacionava com os outros", disse. Didi manteve sua versão, além de negar os comentários dirigidos à mulher, até o fim da vida. Já em 1973, Di Stéfano, em entrevista à revista brasileira Placar em 1973, contava uma história diferente da do brasileiro, similar à da que colocaria na autobiografia décadas depois:
| “ | Ele andou dizendo que eu não lhe passava a bola. Como? Eu jogava na frente e ele atrás; Didi é que tinha de passar a bola para mim. O problema é que, na Espanha, jogador de meio-campo que tenta jogar só com a bola no pé se dá muito mal. (...) Didi tinha problemas também com a mulher. Parece que ela não queria ficar em Madrid. Veja bem: quando ele chegou, tentei ser amigo e fiz de tudo para ajudá-lo, inclusive orientando-o quanto à maneira de vestir-se. Um frio de louco e o homem andava só de camisa. Depois, dizia que não podia se acostumar com o frio. Pudera! Mas, se ele realmente falou mal de mim, depois negou tudo. Uma vez, não me lembro onde, encontrei a Seleção Brasileira. Fui à concentração e Didi estava com o Gilmar e o Nilton Santos. Perguntei-lhe então o que tinha contra mim, por que dera entrevistas falando mal de mim. Ele, na frente dos companheiros, disse que era invenção dos jornalistas, que não havia falado nada. E ficou nisso. | ” |

Um ano depois da queda prematura na Copa dos Campeões, os merengues voltaram à decisão continental: seria contra os portugueses do Benfica, justamente quem em 1960/61 derrotaram surpreendentemente o Barcelona na final. Contra os encarnados, o Real chegou a estar vencendo por 2–0 e, posteriormente, por 3–2, mas o adversário conseguiu virar e vencer por 5–3. Era a primeira vez que os madridistas perdiam uma decisão da Copa dos Campeões - e era também a primeira vez que La Saeta Rubia não marcava na final - os três gols do time foram de Puskás. A perda da sexta taça europeia também impediu um triplete do Real, que já havia ganho na temporada o campeonato espanhol e também a Copa do Rei (então Copa do Generalíssimo) em 1962, a primeira e única vencida por Di Stéfano. O torneio foi um dos poucos pontos negativos da carreira de Di Stéfano, que havia perdido, em pleno Santiago Bernabéu, as outras três finais que dele disputara, contra os rivais Atlético de Bilbao (1958) e Atlético de Madrid (1960 e 1961).[carece de fontes?] Ele, por outro lado, só passou a poder disputar a competição depois que naturalizou-se, em 1957. Na época, apenas espanhóis podiam disputar a Copa espanhola.
Os títulos domésticos de 1962 fizeram justamente parte de uma série de conquistas do clube na Liga Espanhola que o faria ultrapassar o rival Barcelona e tornar-se o maior vencedor do campeonato. Após conquistar cinco títulos continentais seguidos na década de 1950, o Real levantaria o Espanhol também cinco vezes seguidas entre 1961 e 1965.[carece de fontes?] A última das conquistas seguidas do Real no campeonato espanhol foi já sem Di Stéfano no elenco: já sem os mesmo números de artilheiro , Di Stéfano deixou em 1964 o clube cuja história mudara, insatisfeito após ser deixado no banco de reservas depois que o clube perdeu a final da Copa dos Campeões para a Internazionale; novamente, ele não marcou na partida.[carece de fontes?]
| “ | Alfredo era meu amigo e companheiro de quarto nos hotéis e concentrações. Eu o admirava. Na realidade, me deixava de olhos arregalados cada vez que pegava na bola. Mas já tinha 38 anos e suas condições físicas não eram as melhores. Poderia ter continuado titular jogando somente como ponta, com um raio de ação limitado, como Ferenc Puskás, mas queria seguir estando em todos os lugares do campo. Não podíamos seguir assim | ” |

Saiu do Real, mas não deixou de continuar como "inimigo" do Barcelona, até porque transferira-se para o outro rival deste, o Español, clube da cidade de Barcelona que tinha imagem de associado ao poder de Madrid. Ali, atuou ao lado de outro húngaro, László Kubala, rotineiro ex-adversário de Barcelona, ex-colega de Seleção Espanhola e, curiosamente, outro que tornou-se célebre por defender três países. Di Stéfano jogou duas temporadas pelo blanquiazul até encerrar a carreira, aos 40 anos, com, além de todos os troféus, mais de 800 gols marcados. Em 1966, voltou a vestir o manto do Real Madrid para a sua partida de despedida, em amistoso contra os escoceses do Celtic.
Até 2009, quando foi superado por Raúl, ele foi o maior artilheiro merengue em jogos oficiais, com 313 gols, com o detalhe de que o novo recordista necessitou jogar 685 vezes para superar a marca estabelecida pelo argentino (que totalizou seus gols em apenas 371 jogos pelo Real). Uma das lendas que permaneceram no Santiago Bernabéu era a de que o estádio seria inclinado para a esquerda pelo fato de Di Stéfano ter jogado por bastante tempo naquela parte do campo. Em 2006, o clube, que o nomeara seu presidente de honra em 2000, voltaria a homenageá-lo, batizando de Estádio Alfredo Di Stéfano o campo multiúso da Ciudad Real Madrid, o centro de treinamento da equipe. A inauguração do estádio, utilizado pelo Real Madrid Castilla (a equipe B do Real), ocorreu em amistoso contra o Stade de Reims, a equipe batida pelos blancos com Di Stéfano em três finais internacionais na década de 1950. O Real também nomeou como La Saeta o avião particular usado por sua delegação.

## Seleções

### Poucas vezes por Argentina e Colômbia
Di Stéfano defendeu três seleções diferentes. Por seu país natal, jogou pouco: foram seis partidas, todas no ano de 1947 (ano em que despontara no River Plate), pelo Campeonato Sul-Americano (precursor da Copa América) de Seleções. Marcou seis vezes[carece de fontes?]mesmo com o técnico Guillermo Stábile, que no ano anterior o treinara no Huracán - onde o desempenho de Di Stéfano convencera o River, que havia lhe emprestado, a tê-lo de volta -, não o escalando como titular na vitoriosa campanha. Pela Colômbia, estreou logo no ano de sua chegada ao país, em 1949, realizando suas quatro partidas pela Seleção Colombiana nesse ano, sem marcar.[carece de fontes?]
Os dois países, entretanto, não participaram das Eliminatórias para as Copas do Mundo de 1950 e Copa do Mundo de 1954. A Argentina não se conformava por ter perdido para o Brasil a sede do mundial de 1950. Ela alegava ter prioridade, uma vez que já havia sido preterida de sediar os de 1930 e 1938  e havia recebido a promessa do próprio Jules Rimet de que sediaria e edição de 1942, mas a Segunda Guerra Mundial interrompeu as pretensões.
Tudo isso foi somado às relações nada amistosas da Associação do Futebol Argentino com a Confederação Brasileira de Desportos, devido a uma pancadaria na final do Campeonato Sul-Americano de Futebol 1946, em Buenos Aires: revoltados com as fraturas de dois jogadores, os argentinos cercaram e agrediram os brasileiros com socos, pedradas e até espadas, com a ajuda da polícia. Apenas em 1956 as relações entre AFA e CBD foram retomadas.
Por fim, na ocasião das eliminatórias para a Copa de 1950, o presidente da Argentina Juan Domingo Perón vetou a participação pois fora informado de que a conquista da Copa seria muito difícil, em razão da saída dos principais astros do país. A proibição, por este mesmo motivo, manteve-se para as eliminatórias de 1954. A Colômbia, por sua vez, estava suspensa devido à liga pirata, não podendo realizar, com isso, partidas oficiais. Os três jogos de Di Stéfano pela Seleção Colombiana foram amistosos.

### Ídolo de poucos resultados pela Espanha
Pela Espanha, estreou em 1957 e até 1961, quando faria seu último jogo, entraria em campo 31 vezes, marcando 23,[carece de fontes?] sendo o maior artilheiro da Seleção Espanhola até 1990, quando foi superado por Emilio Butragueño  - atualmente, está atrás também de David Villa, Raúl, Fernando Hierro, Fernando Morientes e Fernando Torres.[carece de fontes?] Ainda assim, traria a frustração de não disputar Copas: nas Eliminatórias para a Copa do Mundo de 1958, os espanhóis eram os favoritos para se classificarem no grupo que formavam com Escócia e Suíça.
Dois resultados ruins nos dois primeiros jogos acabariam comprometendo a classifação: a Furia, mesmo com um respeitado poder ofensivo formado por ele, Francisco Gento, Luis Suárez e László Kubala (outro naturalizado), empatou em casa com os suíços e perdeu por 2–4 para os britânicos fora. Mesmo vencendo ambos por 4–1 nos dois jogos seguintes, acabariam ficando um ponto atrás dos escoceses, que ganharam a única vaga do grupo. A Espanha também não conseguiu lugar na fase final da Eurocopa 1960. No mesmo ano deste torneio, em uma série de amistosos do país pela América do Sul, ele enfrentou a Argentina: por ironia, a única vez em que atuou em seu país natal por uma seleção foi defendendo os espanhóis. No seu conhecido Monumental de Núñez, perdeu por 0–2. Voltou a enfrentar a Albiceleste no ano seguinte e o placar se repetiu, desta vez em favor da Espanha, com ele marcando um dos gols.[carece de fontes?]
Ele, bastante veterano, teria sua oportunidade de disputar uma Copa no mundial de 1962. A Espanha se classificou na marra: precisaria passar pelo País de Gales e posteriormente pelo vencedor de um subgrupo africano. Contra os galeses, os espanhóis venceram de virada em Cardiff com um gol de Di Stéfano a doze minutos do fim. Em Madrid, La Furia abriu o marcador, mas frustrou os espectadores ao tomar o empate no início do segundo tempo e sofrer com a pressão britânica até o fim.
O sufoco repetiu-se contra o vencedor africano, o Marrocos, vencido em Casablanca a dez minutos do fim por 1–0. Em Madrid, os espanhóis fizeram um a zero e sofreram o empate. Di Stéfano trouxe de volta a vantagem aos 44 minutos do primeiro tempo, sem saber que seria seu último gol pela Espanha. Na segunda etapa, os europeus fizeram 3–1 para logo em seguida levarem o segundo gol marroquino. Os mandantes resolveram, para as vaias da torcida, recuar e garantir a classificação, finalmente obtida.
Foi no jogo de ida que Di Stéfano realizou o que seria sua primeira e única partida ao lado de Ferenc Puskás pela Seleção Espanhola.[carece de fontes?] Isto porque chegou ao Chile lesionado. Só teria condições de jogo a partir da segunda fase. A Espanha chegou à última rodada da primeira fase para decidir a vaga com Brasil, precisando da vitória para avançar: somava os dois pontos de sua vitória contra o México, enquanto o adversário tinha três (os dois da vitória sobre o mesmo México e outro de empate contra a Tchecoslováquia, que também possuía três pontos por já ter vencido os espanhóis).[carece de fontes?] Os brasileiros venceram de virada e eliminaram prematuramente os espanhóis - deixando Di Stéfano sem o gosto de jogar uma Copa. Os europeus deixaram o Chile com críticas ao trio de arbitragem sul-americano que apitou a partida; quando os espanhóis venciam, tiveram um pênalti a seu favor (de Nilton Santos) marcado como falta, e a sequência da cobrança, que resultou em gol de bicicleta de Joaquín Peiró, foi anulada por suposto jogo perigoso.
A última partida de Di Stéfano pela Furia fora ainda em 1961, em amistoso contra a França.[carece de fontes?] Embora se mantivesse em alto nível no Real Madrid, participando da série de títulos espanhóis do clube no início da década de 1960, não foi mais aproveitado pela Espanha por imposição da FIFA: a entidade determinara que a Copa do Mundo de 1962 seria a última vez que permitiria a jogadores atuarem por outro país que não o primeira pelo qual já jogara. Pelo mesmo motivo, outros participantes daquele mundial também deixaram de atuar por suas segundas seleções: também da Espanha, o uruguaio José Santamaría e o paraguaio Eulogio, além do húngaro Puskás; da Itália, o brasileiro José João Altafini e os argentinos Humberto Maschio e Omar Sívori. Com isso, Di Stéfano perdeu um provável lugar na vitoriosa Eurocopa 1964, ocorrida semanas depois de seu quarto título espanhol seguido e de ter sido vice-campeão europeu com o Real.
Em 1963, ele chegou a atuar também pela Seleção do Resto do Mundo que jogou um amistoso contra a Inglaterra celebrativo do centenário da fundação da Football Association. Mesmo a falta de marcas mais expressivas pela Espanha não o impediria de ser eleito o melhor jogador do país nos Prêmios do Jubileu da UEFA, nas comemorações dos 50 anos da entidade, em 2004.[carece de fontes?]

## Treinador

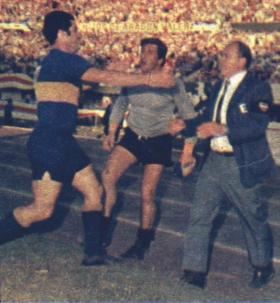
À direita na foto, comemorando como técnico do Boca Juniors a conquista do campeonato argentino de 1969 em pleno Monumental de Núñez, após um Superclásico.

Após um ano aposentado, treinou pela primeira vez uma equipe, o pequeno Elche. Ele, ídolo do River Plate, conquistaria seu primeiro título na nova função ironicamente comandando o arquirrival Boca Juniors no campeonato argentino de 1969. Foi inclusive uma das conquistas nacionais mais memoráveis dos boquenses: no primeiro semestre, os xeneizes haviam sido eliminados na semifinal do campeonato metropolitano pelo River Plate. No campeonato nacional, a revanche dar-se ia na última rodada, em que os arquirrivais fariam um duelo direto pelo título. O Boca tinha a vantagem do empate e sagrou-se campeão após um 2–2 em pleno Monumental de Núñez, listado entre os dez maiores Superclásicos favoráveis ao Boca pela enciclopédia do centenário do clube. O clube também ganhou naquele ano a Copa Argentina.
Seria campeão nacional novamente duas temporadas depois, agora na liga espanhola, pelo Valencia. Os Ches seriam a equipe onde Di Stéfano teve mais sucesso como treinador. Passou em dois momentos pelo clube; além do Espanhol de 1971 (que, para a alegria da torcida do Real Madrid, foi conquistado sobre os arquirrivais Barcelona, que alcançara os mesmos pontos valencianos mas teve desvantagem nos critérios de desempate, e Atlético de Madrid, que ficou um ponto atrás de ambos) ele ajudou o clube a vencer a Recopa e a Supercopa Europeias na temporada em que retornou à equipe, 1979/80. Entre as duas passagens, treinou o Sporting Club de Portugal durante 46 dias no Verão de 1974 mas deixou o clube após uma derrota (1-0) contra o Olhanense na primeira jornada. Treinou ainda o Rayo Vallecano e o Castellón, sem conseguir títulos.[carece de fontes?]
Após as conquistas europeias com o Valência, voltou ao River Plate em 1981. Ali, treinou boa parte do elenco que figuraria na Copa do Mundo de 1982, dali a um ano: Ramón Díaz, Ubaldo Fillol, Américo Gallego, Julio Olarticoechea, Daniel Passarella e Alberto Tarantini, além de Mario Kempes, que fora seu jogador no Valencia.[carece de fontes?] Com eles, Di Stéfano foi novamente campeão argentino como treinador, ganhando o Nacional de 1981.[carece de fontes?] Ainda hoje, ele é o único técnico campeão argentino tanto com o Boca quanto com o River.
Retornou então ao Real Madrid, onde teria nova experiência de treinar uma ex-equipe. A temporada 1982/83, para a qual veio, lhe terminaria desagradável; o Real disputou acirradamente cinco títulos e perdeu os cinco: o Campeonato Espanhol na última rodada para o Athletic Bilbao, a Copa do Rei e a Copa da Liga Espanhola para o Barcelona, a Supercopa da Espanha para a Real Sociedad e a Recopa Europeia para o Aberdeen de Alex Ferguson. Esteve novamente perto de ganhar o campeonato espanhol na segunda, mas o campeão foi novamente o Athletic, nos critérios de desempate. Por outro lado, foi com Di Stéfano que debutaram pelo Real certos garotos vindos das categorias de base merengues que futuramente seriam decisivos para a equipe emendar cinco ligas seguidas, tal qual Di Stéfano ajudara como jogador na década de 1960: Chendo, Rafael Martín Vázquez, Isidoro San José, Manuel Sanchís, Ricardo Gallego e Emilio Butragueño, cujo apelido batizaria o elenco de Quinta del Buitre.
A falta de títulos, porém, o tirou do comando técnico dos blancos. Di Stéfano retornou outra vez ao Valencia em 1986, em um difícil momento do clube, que terminara a temporada 1985/86 rebaixado. Conseguiu o título da Segunda División em 1986/87[carece de fontes?] e ficou mais uma temporada na equipe, saindo por desentendimentos com elenco e diretoria.
Voltou outra vez a treinar o Real Madrid em 1990, após a demissão do galês John Toshack. No curto espaço de tempo em que ficou - ocupou o cargo como interino, até à chegada de um novo técnico  -, ganhou seu único título no Real como treinador, a Supercopa da Espanha de 1990, com o especial sabor de ter vencido o Barcelona, e com um 4–1 no Santiago Bernabéu (após derrota no jogo de ida, por 0–1, no Camp Nou).

## Vida pessoal

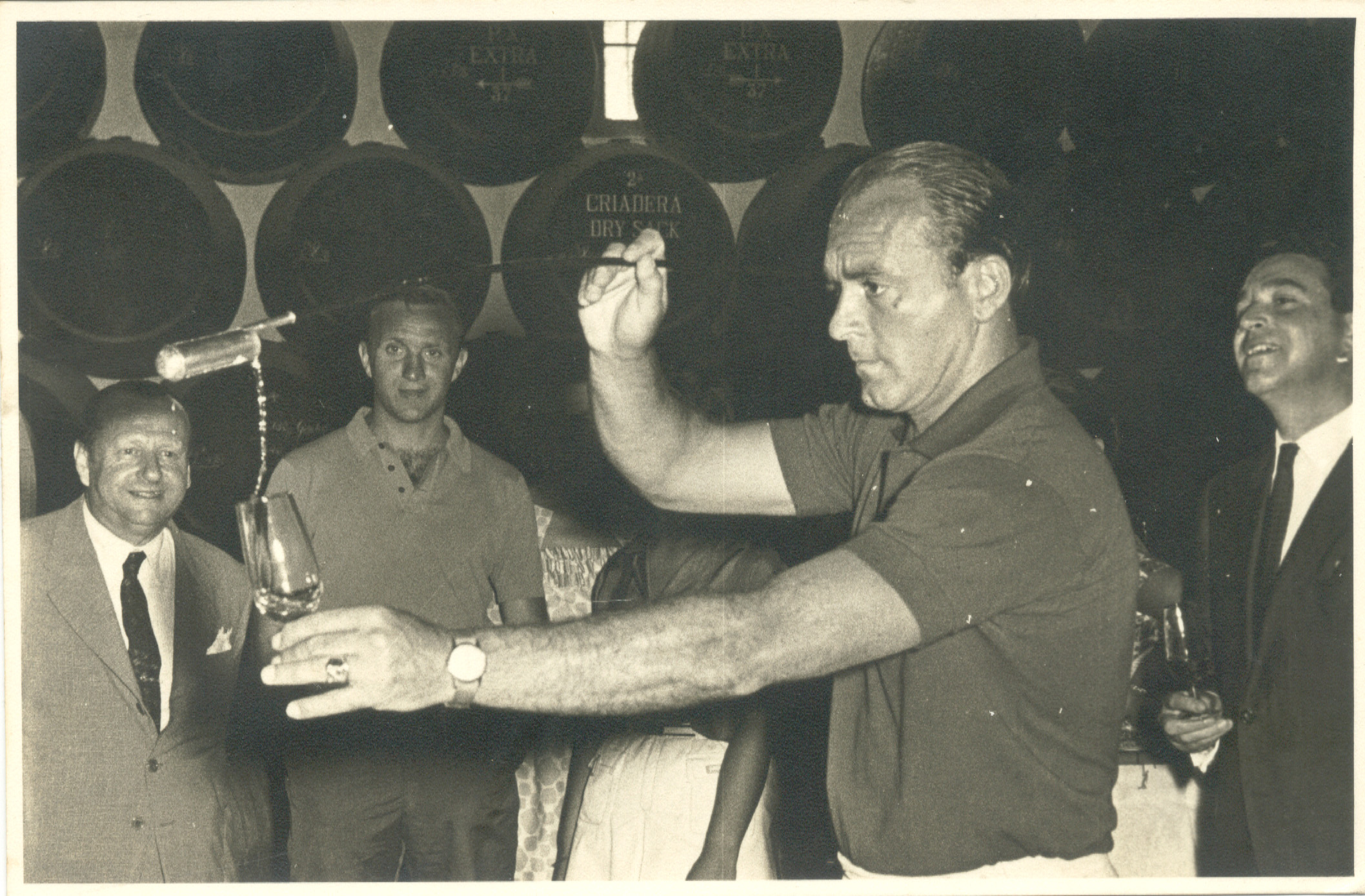
Di Stéfano em uma vinícola, enchendo uma taça. O vinho foi um dos poucos itens da alimentação que ele não cortou após um infarto quase matá-lo em 2005. Foto de 1963.

Seu jeito é descrito como alguém tímido com homenagens, e que não gosta de se enaltecer, preferindo usar a expressão "nós" ao "eu" ao narrar as vitórias que teve. Vivia nos últimos anos de sua vida em Madrid, frequentava o Real Madrid, como presidente honorário e como presidente de uma associação de ex-jogadores. "A intenção de nossa associação é ajudar os jogadores que estão mal, e as viúvas daqueles que estão mortos. (…) Sou parte da instituição, como todos os garotos, cada um tem sua função aqui." Em 17 de fevereiro de 2008, os presidentes da FIFA e da UEFA, respectivamente Sepp Blatter e Michel Platini, lhe homenageram nomeando-lhe presidente honorário da própria UEFA.
Di Stéfano, ex-jogador das seleções de Argentina, Colômbia e Espanha, ironicamente, não tinha origem ibérica, nem ameríndia: seu pai, também chamado Alfredo Di Stéfano, era filho de um casal de imigrantes italianos e a mãe, Eulalia Laulhé Gilmont, de um imigrante francês com uma irlandesa. Mas, curiosamente, era chamado de "alemão" pela torcida do River Plate, por causa de seus cabelos loiros. Seu pai nasceu em La Boca, bairro repleto de imigrantes italianos e onde o River fora originalmente fundado, passando para o filho a paixão pelo clube. Isso não impediu Alfredito de também apreciar o rival Boca Juniors, que se manteve no bairro (enquanto o River mudou-se para o de Belgrano); seu avô, nas palavras dele, "vivia a 30 metros da Bombonera, então ia visitá-lo e depois ia ver os treinamentos (do Boca) (…). Me sinto riverplatense, mas como tinha toda a família em La Boca, sou meio boquense, e não tenho inveja, nem ciúme, nem ódio, nem nada, é um clube extraordinário."

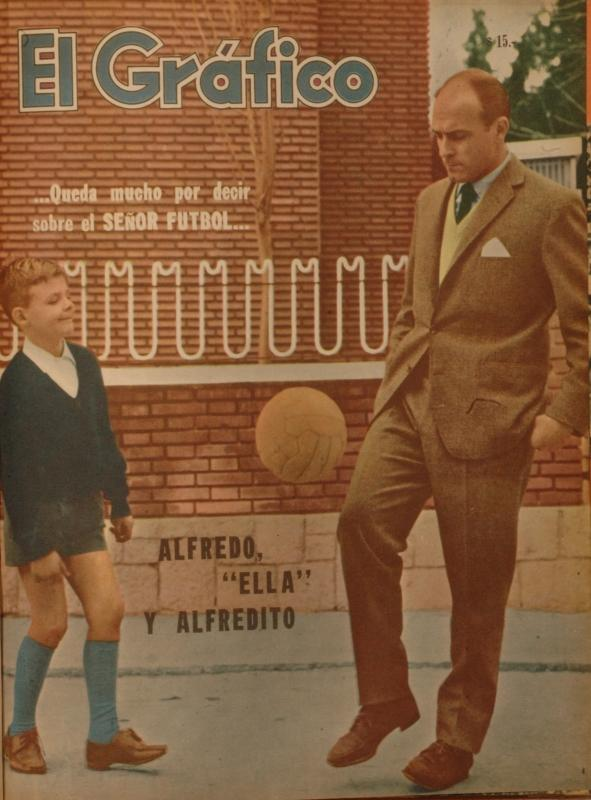
Di Stéfano em 1963 com um de seus filhos, também chamado Alfredo. O pai do jogador também tinha o mesmo nome.

Seus pais também tiveram outros dois filhos: Tulio, que também jogou futebol, e Norma, que preferiu o basquetebol. Em 1950, casou-se com Sara Freites Varela, com quem viveu por 55 anos até a morte desta, em 2005, e com ela teve seus seis filhos: Nanette, Silvana, Alfredo, Elena, Ignacio e Sofía. Esteve perto de falecer no mesmo ano, tendo sofrido um ataque cardíaco. Afirmou que desde então passou a cuidar melhor da saúde; já havia parado de fumar em 2000 e a única bebida alcoólica de consome é vinho, socialmente. Também bebe uma cerveja sem álcool da qual tornou-se garoto propaganda e evita doces. Em 2013, aos 86 anos, manifestou sua intenção de casar-se novamente, com uma moça cinquenta anos mais jovem: sua secretária Gina González. A respeito, declarou não se importar com eventual oposição dos filhos, e que deseja que o presidente do Real Madrid, Florentino Pérez, fosse um padrinho da cerimônia.
Apesar da imagem do Real Madrid na época em que jogou ter se associado à de Francisco Franco, Di Stéfano declarou que sente-se orgulhoso de ter atuado na equipe. "Nós fizemos muito nessa época pelos imigrantes", justificou. Por outro lado, negou ter proximidade com o ditador: "Amigo, não. (…) [Mas] quando ganhávamos um troféu, quem lhe entregava era Franco ou a senhora Franco… e não iria dizer que não queríamos (receber). Nós (Real Madrid) jogamos futebol e ganhamos campeonatos com Franco, com Adolfo Suárez, Felipe González, Aznar, Zapatero, há de se lembrar de todos…".
Di Stéfano chegou a ser sequestrado em Caracas, na Venezuela, em 1963, onde o Real estava disputando a Pequena Taça do Mundo. Após aposentar-se, retribuiu o objeto que lhe deu tudo na vida: construiu a estátua de uma bola em sua casa na Espanha, onde continuou morando, com a inscrição Gracias, vieja! ("obrigado, velha!"). Explicou que a ideia surgiu em uma conversa com seus colegas de Real Madrid antes de uma partida, onde um deles brincou que uma certa moça que passou perto deles merecia um monumento; os outros começaram a falar bem-humoradamente de outras coisas que também mereciam, até Di Stéfano falar que a bola também merecia, "pois graças a ela estamos todos vivendo". Quanto à expressão em si, afirmou que ela também refere-se à sua mãe: "'Obrigado, velha' é a bola e minha mama. À velha, que me fez nascer, e à bola, que me fez crescer.". A mesma expressão seria utilizada também como título de sua biografia.
Em 1989, recebeu da revista France Football a Super Ballon d'Or como melhor jogador europeu das últimas três décadas; já havia recebido a Ballon d'Or da publicação em 1957 e 1959. Foi eleito ainda o sexto melhor jogador europeu dos cinquenta anos da UEFA.[carece de fontes?] Voltou a demonstrar modéstia em aparição pública em 2009, quando foi nomeado embaixador esportivo para o bicentenário da Revolução de Maio (movimento que desencadearia a independência da Argentina): depois de ouvir elogios do embaixador espanhol na Argentina ("você é um maestro, pois representa a síntese da imagem que a Argentina quer projetar ao mundo") e do presidente da Associação do Futebol Argentino ("você conseguiu tudo o que quis, foi o melhor jogador que pode ter existido"), Di Stéfano ponderou que "Não fui o maior, nem o menor. Fui apenas um jogador normal, que jogou sempre em equipe".
Em 2013, foi anunciado que Alfredo Di Stefano (com 86 anos) pretendia casar-se com Gina González, uma costa-riquenha de 36 anos e que Florentino Pérez seria padrinho. Um tribunal deliberou que os filhos do ex-jogador ficariam responsáveis pela gestão do património. Desde esse dia a noiva não apareceu mais.
Faleceu em Madrid, em 7 de julho de 2014, no Hospital Gregorio Marañon, onde se encontrava internado desde 5 de julho após ter sofrido um enfarte.

## Estatísticas

### Por clubes
A tabela abaixo resume as estatísticas em jogos oficiais de Alfredo Di Stéfano durante a sua carreira de jogador profissional.
| Temporada          | Clube              | País               | Campeonato         | Campeonato | Campeonato | Copas nacionais | Copas nacionais | Copas continentais | Copas continentais | Copas continentais | Seleção | Seleção |
| Temporada          | Clube              | País               | Divisão            | Jogos      | Gols       | Jogos           | Gols            | Qual               | Jogos              | Gols               | Jogos   | Gols    |
| ------------------ | ------------------ | ------------------ | ------------------ | ---------- | ---------- | --------------- | --------------- | ------------------ | ------------------ | ------------------ | ------- | ------- |
| 1945               | River Plate        | Argentina          | Primera División   | 1          | 0          | -               | -               | -                  | -                  | -                  | -       | -       |
| 1946               | Huracán            | Argentina          | Primera División   | 25         | 10         | -               | -               | -                  | -                  | -                  | -       | -       |
| 1947               | River Plate        | Argentina          | Primera División   | 29         | 27         | -               | -               | -                  | -                  | -                  | 6       | 6       |
| 1948               | River Plate        | Argentina          | Primera División   | 23         | 13         | -               | -               | (SA)               | 6                  | 4                  | -       | -       |
| 1949               | River Plate        | Argentina          | Primera División   | 12         | 9          | -               | -               | -                  | -                  | -                  | -       | -       |
| Total na Argentina | Total na Argentina | Total na Argentina | Total na Argentina | 90         | 59         | -               | -               | -                  | 6                  | 4                  | 6       | 6       |
| 1949               | Millonarios        | Colômbia           | División Mayor     | 15         | 16         | -               | -               | -                  | -                  | -                  | -       | -       |
| 1950               | Millonarios        | Colômbia           | División Mayor     | 29         | 23         | -               | -               | -                  | -                  | -                  | -       | -       |
| 1951               | Millonarios        | Colômbia           | División Mayor     | 34         | 32         | -               | -               | -                  | -                  | -                  | -       | -       |
| 1952               | Millonarios        | Colômbia           | División Mayor     | 24         | 19         | -               | -               | -                  | -                  | -                  | -       | -       |
| Total na Colômbia  | Total na Colômbia  | Total na Colômbia  | Total na Colômbia  | 102        | 90         | -               | -               | -                  | -                  | -                  | -       | -       |
| 1953 - 1954        | Real Madrid        | Espanha            | Primera División   | 28         | 27         | -               | -               | -                  | -                  | -                  | -       | -       |
| 1954 - 1955        | Real Madrid        | Espanha            | Primera División   | 30         | 25         | -               | -               | (CL)               | 2                  | 0                  | -       | -       |
| 1955 - 1956        | Real Madrid        | Espanha            | Primera División   | 30         | 24         | -               | -               | (UCL)              | 7                  | 5                  | -       | -       |
| 1956 - 1957        | Real Madrid        | Espanha            | Primera División   | 30         | 31         | 2               | 3               | (UCL)+(CL)         | 8+2                | 7+2                | 5       | 5       |
| 1957 - 1958        | Real Madrid        | Espanha            | Primera División   | 30         | 19         | 3               | 7               | (UCL)              | 7                  | 10                 | 5       | 3       |
| 1958 - 1959        | Real Madrid        | Espanha            | Primera División   | 28         | 23         | 3               | 5               | (UCL)              | 7                  | 6                  | 3       | 3       |
| 1959 - 1960        | Real Madrid        | Espanha            | Primera División   | 23         | 12         | 2               | 3               | (UCL)              | 6                  | 8                  | 5       | 4       |
| 1960 - 1961        | Real Madrid        | Espanha            | Primera División   | 23         | 21         | 5               | 8               | (UCL)+(CI)         | 2+2                | 0+1                | 10      | 7       |
| 1961 - 1962        | Real Madrid        | Espanha            | Primera División   | 23         | 11         | 4               | 6               | (UCL)              | 9                  | 7                  | 3       | 1       |
| 1962 - 1963        | Real Madrid        | Espanha            | Primera División   | 13         | 12         | 6               | 8               | (UCL)              | 2                  | 1                  | -       | -       |
| 1963 - 1964        | Real Madrid        | Espanha            | Primera División   | 24         | 11         | 1               | 1               | (UCL)              | 9                  | 5                  | -       | -       |
| 1964 - 1965        | Español            | Espanha            | Primera División   | 24         | 7          | 1               | 1               | -                  | -                  | -                  | -       | -       |
| 1965 - 1966        | Español            | Espanha            | Primera División   | 23         | 4          | 1               | 1               | (CF)               | 6                  | 0                  | -       | -       |
| Total na Espanha   | Total na Espanha   | Total na Espanha   | Total na Espanha   | 329        | 227        | 28              | 43              | -                  | 69                 | 52                 | 31      | 23      |
| Total              | Total              | Total              | Total              | 521        | 376        | 28              | 43              | -                  | 75                 | 56                 | 37      | 29      |

### Por seleções
A tabela abaixo resume as aparições de Alfredo Di Stéfano pelas seleções da Argentina e da Espanha.[carece de fontes?]
Pela Argentina:
| #                    | Data                   | Competição            | Local                      | Adversário           | Placar               | Gols(s) |
| -------------------- | ---------------------- | --------------------- | -------------------------- | -------------------- | -------------------- | ------- |
| 1                    | 4 de dezembro de 1947  | Sul-Americano de 1947 | George Capwell (Guayaquil) | Bolívia              | 7–0                  | 1       |
| 2                    | 11 de dezembro de 1947 | Sul-Americano de 1947 | George Capwell (Guayaquil) | Peru                 | 3–2                  | 1       |
| 3                    | 16 de dezembro de 1947 | Sul-Americano de 1947 | George Capwell (Guayaquil) | Chile                | 1–1                  | 1       |
| 4                    | 18 de dezembro de 1947 | Sul-Americano de 1947 | George Capwell (Guayaquil) | Colômbia             | 6–0                  | 3       |
| 5                    | 25 de dezembro de 1947 | Sul-Americano de 1947 | George Capwell (Guayaquil) | Equador              | 2–0                  | 0       |
| 6                    | 28 de dezembro de 1947 | Sul-Americano de 1947 | George Capwell (Guayaquil) | Uruguai              | 3–1                  | 0       |
| Total pela Argentina | Total pela Argentina   | Total pela Argentina  | Total pela Argentina       | Total pela Argentina | Total pela Argentina | 6       |

Pela Espanha:
| #                  | Data                    | Competição                             | Local                               | Adversário         | Placar             | Gol(s) |
| ------------------ | ----------------------- | -------------------------------------- | ----------------------------------- | ------------------ | ------------------ | ------ |
| 1                  | 30 de janeiro de 1957   | Amistoso                               | Santiago Bernabéu (Madrid)          | Países Baixos      | 5–1                | 3      |
| 2                  | 10 de março de 1957     | Eliminatórias da Copa do Mundo de 1958 | Santiago Bernabéu (Madrid)          | Suíça              | 2–2                | 0      |
| 3                  | 31 de março de 1957     | Amistoso                               | Heysel (Bruxelas)                   | Bélgica            | 5–0                | 2      |
| 4                  | 8 de maio de 1957       | Eliminatórias da Copa do Mundo de 1958 | Hampden Park (Glasgow)              | Escócia            | 2–4                | 0      |
| 5                  | 26 de maio de 1957      | Eliminatórias da Copa do Mundo de 1958 | Santiago Bernabéu (Madrid)          | Escócia            | 4–1                | 0      |
| 6                  | 6 de novembro de 1957   | Amistoso                               | Santiago Bernabéu (Madrid)          | Turquia            | 3–0                | 0      |
| 7                  | 24 de novembro de 1957  | Eliminatórias da Copa do Mundo de 1958 | Olympique de la Pontaise (Lausanne) | Suíça              | 4–1                | 2      |
| 8                  | 13 de março de 1958     | Amistoso                               | Parc des Princes (Paris)            | França             | 2–2                | 0      |
| 9                  | 19 de março de 1958     | Amistoso                               | Wald (Frankfurt am Main)            | Alemanha Ocidental | 0–2                | 0      |
| 10                 | 13 de abril de 1958     | Amistoso                               | Santiago Bernabéu (Madrid)          | Portugal           | 1–0                | 1      |
| 11                 | 15 de outubro de 1958   | Amistoso                               | Santiago Bernabéu (Madrid)          | Irlanda do Norte   | 6–2                | 0      |
| 12                 | 28 de fevereiro de 1959 | Amistoso                               | Olimpico (Roma)                     | Itália             | 1–1                | 1      |
| 13                 | 28 de junho de 1959     | Eliminatórias da Eurocopa 1960         | Śląski (Chorzów)                    | Polônia            | 4–2                | 2      |
| 14                 | 14 de outubro de 1959   | Eliminatórias da Eurocopa 1960         | Santiago Bernabéu (Madrid)          | Polônia            | 3–0                | 1      |
| 15                 | 22 de novembro de 1959  | Amistoso                               | Mestalla (Valência)                 | Áustria            | 6–3                | 2      |
| 16                 | 17 de dezembro de 1959  | Amistoso                               | Parc des Princes (Paris)            | França             | 3–4                | 0      |
| 17                 | 13 de março de 1960     | Amistoso                               | Camp Nou (Barcelona)                | Itália             | 3–1                | 1      |
| 18                 | 15 de maio de 1960      | Amistoso                               | Santiago Bernabéu (Madrid)          | Inglaterra         | 3–0                | 0      |
| 19                 | 10 de julho de 1960     | Amistoso                               | Municipal de Chorrillos (Lima)      | Peru               | 3–1                | 1      |
| 20                 | 14 de julho de 1960     | Amistoso                               | Nacional de Chile (Santiago)        | Chile              | 4–0                | 2      |
| 21                 | 17 de julho de 1960     | Amistoso                               | Nacional de Chile (Santiago)        | Chile              | 4–1                | 2      |
| 22                 | 24 de julho de 1960     | Amistoso                               | Monumental de Núñez (Buenos Aires)  | Argentina          | 0–2                | 0      |
| 23                 | 26 de outubro de 1960   | Amistoso                               | Wembley (Londres)                   | Inglaterra         | 2–4                | 0      |
| 24                 | 30 de outubro de 1960   | Amistoso                               | Prater (Viena)                      | Áustria            | 0–3                | 0      |
| 25                 | 2 de abril de 1961      | Amistoso                               | Santiago Bernabéu (Madrid)          | França             | 2–0                | 0      |
| 26                 | 19 de abril de 1961     | Eliminatórias da Copa do Mundo de 1962 | Ninian Park (Cardiff)               | País de Gales      | 2–1                | 1      |
| 27                 | 18 de maio de 1961      | Eliminatórias da Copa do Mundo de 1962 | Santiago Bernabéu (Madrid)          | País de Gales      | 1–1                | 0      |
| 28                 | 11 de junho de 1961     | Amistoso                               | Ramón Sánchez Pizjuán (Sevilha)     | Argentina          | 2–0                | 1      |
| 29                 | 12 de novembro de 1961  | Eliminatórias da Copa do Mundo de 1962 | Mohammed V (Casablanca)             | Marrocos           | 1–0                | 0      |
| 30                 | 23 de novembro de 1961  | Eliminatórias da Copa do Mundo de 1962 | Santiago Bernabéu (Madrid)          | Marrocos           | 3–2                | 1      |
| 31                 | 10 de dezembro de 1961  | Amistoso                               | Parc des Princes (Paris)            | França             | 1–1                | 0      |
| Total pela Espanha | Total pela Espanha      | Total pela Espanha                     | Total pela Espanha                  | Total pela Espanha | Total pela Espanha | 23     |

## Títulos

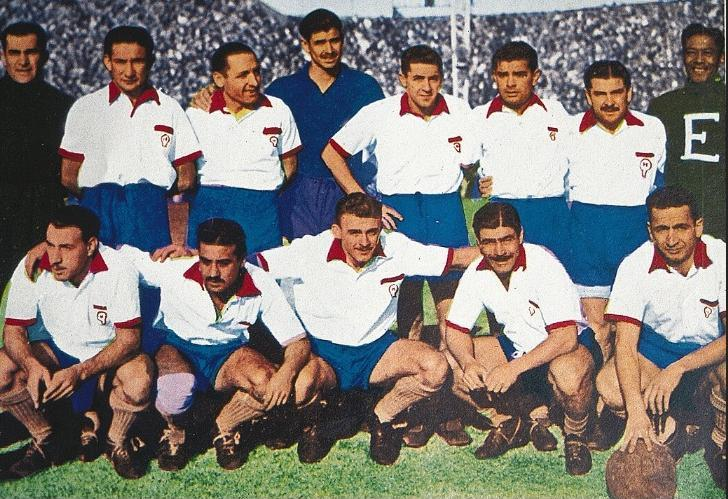
O time de 1946 do Huracán. Di Stéfano é o terceiro jogador agachado.

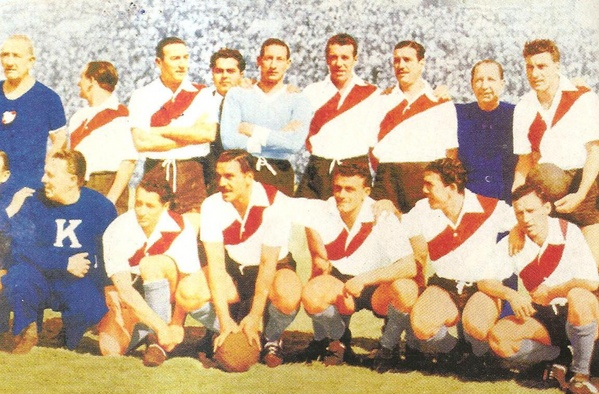
O River Plate campeão argentino de 1947. Di Stéfano é outra vez o terceiro jogador agachado.

### Jogador
River Plate
- Campeonato Argentino: 1945, 1947[carece de fontes?]
- Copa Aldao: 1947

Millonarios
- Campeonato Colombiano: 1949, 1951, 1952[carece de fontes?]
- Copa Colômbia: 1953[carece de fontes?]
- Pequena Taça do Mundo: 1953[carece de fontes?]

Real Madrid
- Copa Intercontinental: 1960[carece de fontes?]
- Liga dos Campeões da UEFA: 1955–56, 1956–57, 1957–58, 1958–59, 1959–60[carece de fontes?]
- Copa Latina: 1955, 1957[carece de fontes?]
- Pequena Taça do Mundo: 1956[carece de fontes?]
- Campeonato Espanhol: 1953–54, 1954–55, 1956–57, 1957–58, 1960–61, 1961–62, 1962–63, 1963–64[carece de fontes?]
- Copa del Rey: 1962[carece de fontes?]

Argentina
- Copa América: 1947[38]

### Treinador
Boca Juniors
- Campeonato Argentino: 1969 (Nacional)[48]
- Copa Argentina: 1969[47]

Valencia
- Campeonato Espanhol: 1970–71[carece de fontes?]
- Segunda Divisão Espanhola: 1986–87[carece de fontes?]
- Taça dos Clubes Vencedores de Taças: 1979–80[carece de fontes?]

River Plate
- Campeonato Argentino: 1981[carece de fontes?]

Real Madrid
- Supercopa da Espanha: 1990[3]

### Prêmios individuais
- Super Ballon d'or: 1989[62]
- Ballon d'Or: 1957, 1959[carece de fontes?]
- Prêmios do Jubileu da UEFA (Espanha)[carece de fontes?]
- FIFA 100
- 4º Melhor Jogador do Século XX pela IFFHS
- 3º Melhor Jogador Europeu do Século XX pela IFFHS
- 3º Melhor Jogador Sul-Americano do Século XX pela IFFHS
- Pichichi: 1953–54, 1955–56, 1956–57, 1957–58, 1958–59
- Ordem de Mérito da FIFA: 1994
- IFFHS Lendas[63]
- Bola de Ouro Dream Team: Melhor Meio-campista Ofensivo da História - segundo esquadrão
- 11Leyendas Jornal AS: 2021[64]
- IFFHS ALL TIME WORLD MEN'S DREAM TEAM (Time B)[65]
- IFFHS ALL TIME ARGENTINA MEN'S DREAM TEAM[66]

### Artilharias
- Campeonato Argentino de 1947 (27 gols)[carece de fontes?]
- Campeonato Colombiano de 1951 (32 gols)
- Campeonato Colombiano de 1952 (19 gols)[carece de fontes?]
- La Liga de 1953–54 (27 gols)
- La Liga de 1955–56 (24 gols)
- La Liga de 1956–57 (31 gols)
- La Liga de 1957–58 (19 gols)
- La Liga de 1958–59 (23 gols)[carece de fontes?]
- Taça dos Clubes Campeões Europeus de 1957–58 (10 gols)[carece de fontes?]